# 于漢翔
于汉翔（1647年—1732年），字章云，号岸斋。江南金坛人。清朝文人。

## 生平
康熙二十一年（1682年）壬戌科进士。曾官山西学政，文采风流，名噪一时。

## 家族
父嗣昌。
有子枋。孙敏中。